# Longitarsus medvedevi
Longitarsus medvedevi es un coleóptero de la familia Chrysomelidae. Fue descrita científicamente en 1956 por Shapiro.